# Jupiter (usine)
Pour les articles homonymes, voir Jupiter.

L'usine Jupiter est une usine abandonnée située à la périphérie de Pripyat, dans la zone d'exclusion de Tchernobyl, au nord de l'Ukraine. Officiellement fabricant de magnétophones à cassettes et de composants pour les appareils ménagers, l'usine produisait secrètement des composants semi-conducteurs pour l'armée soviétique, et disposait d'ateliers de test pour les systèmes robotiques.

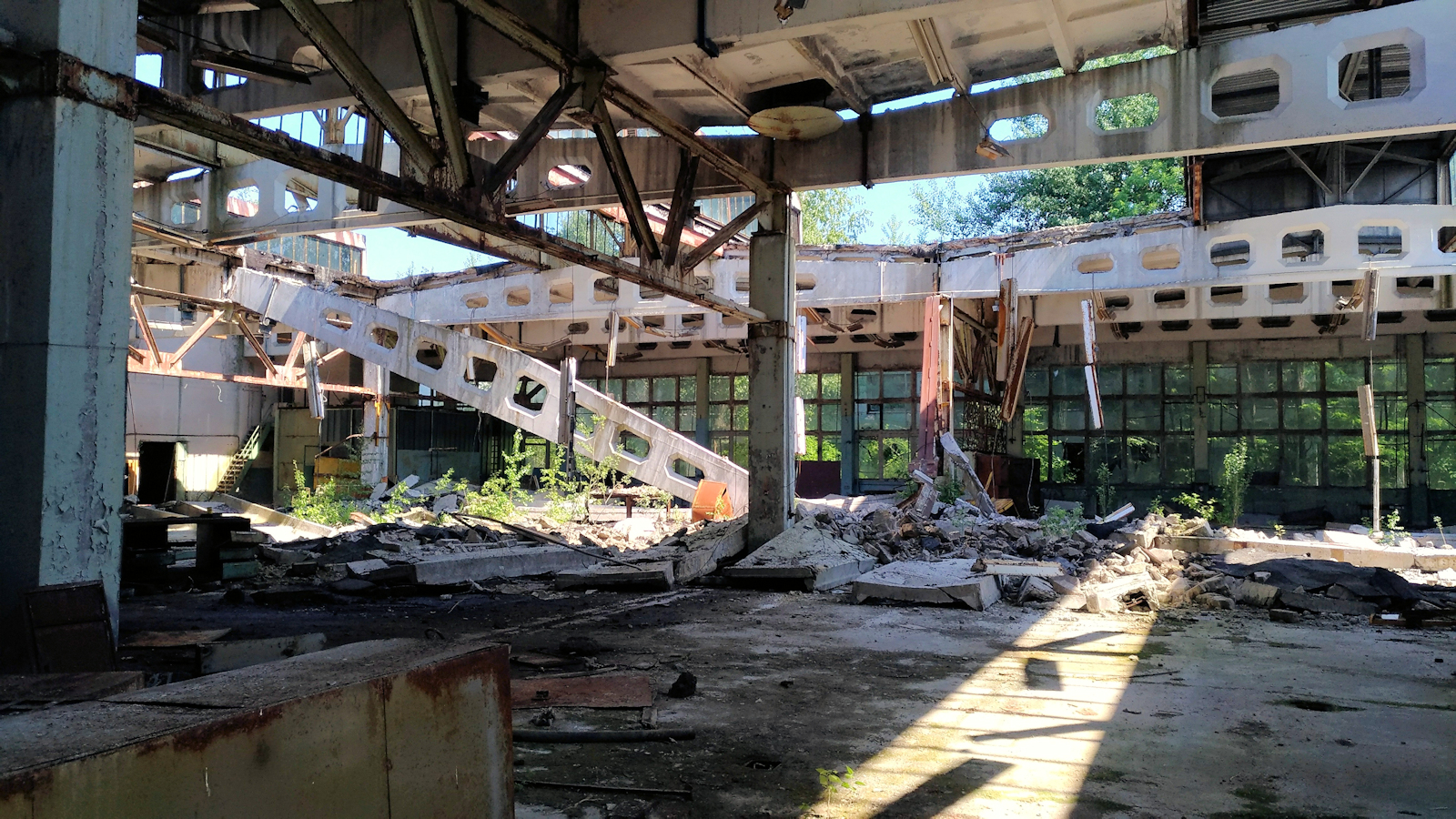
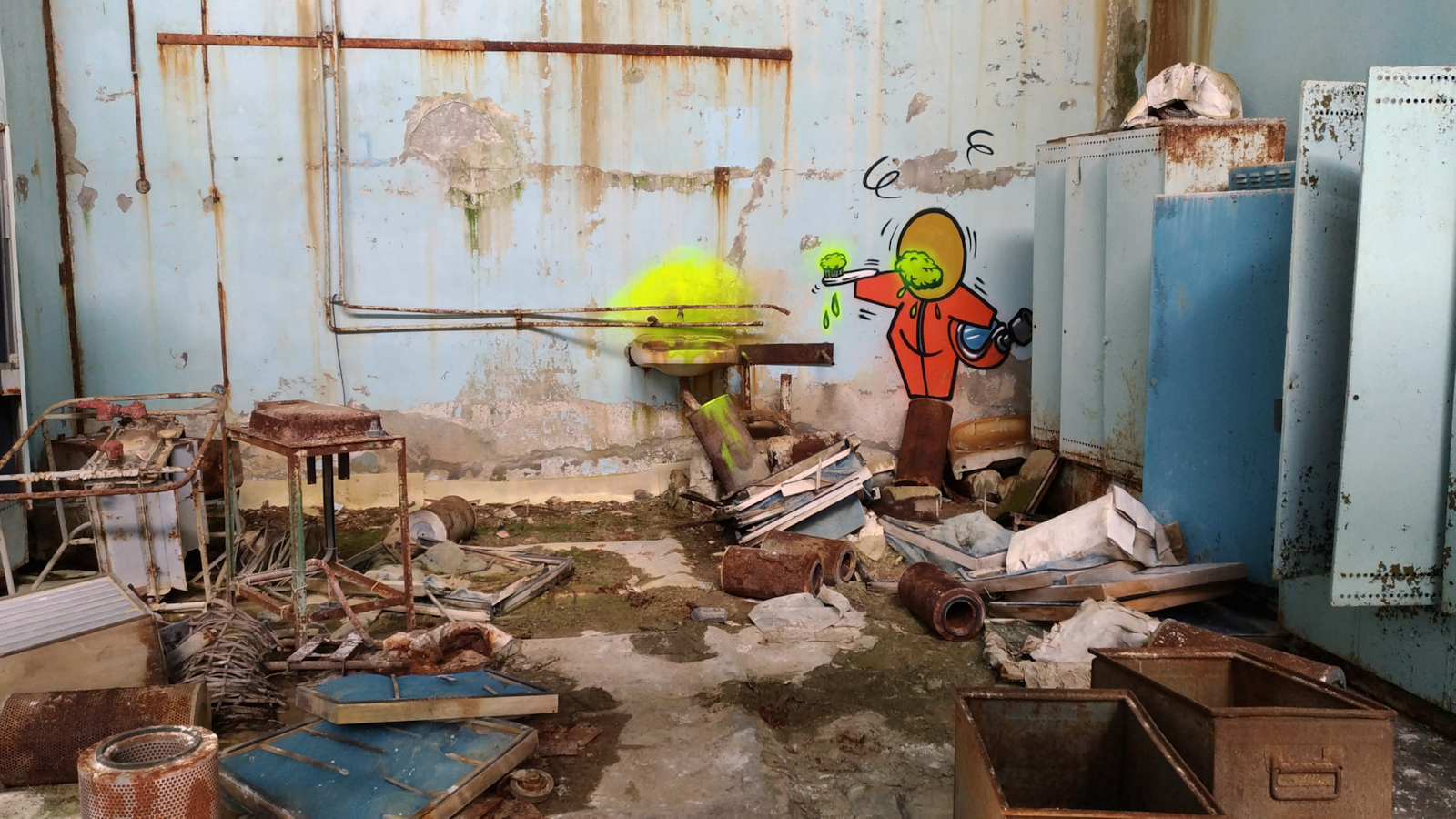
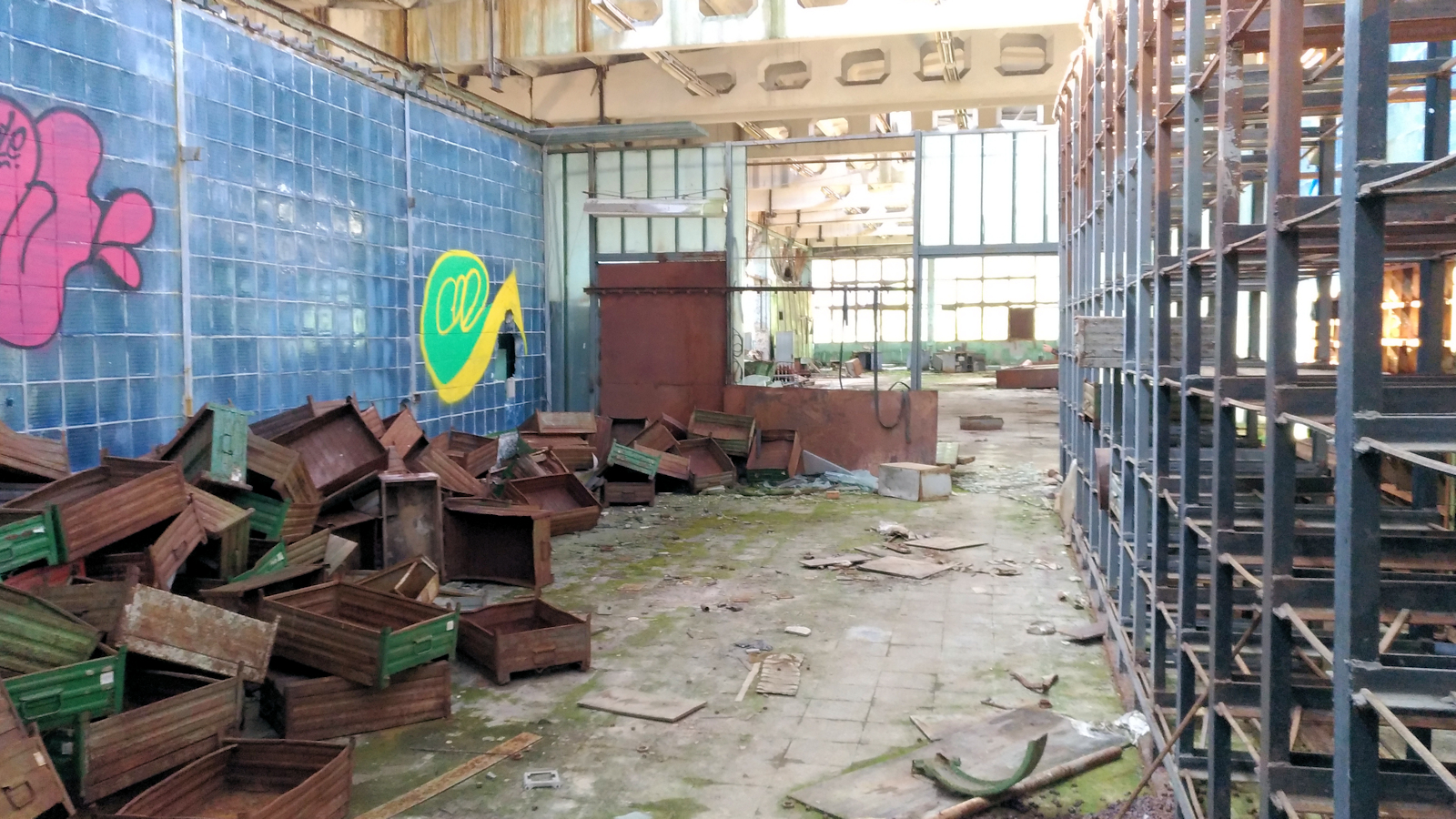
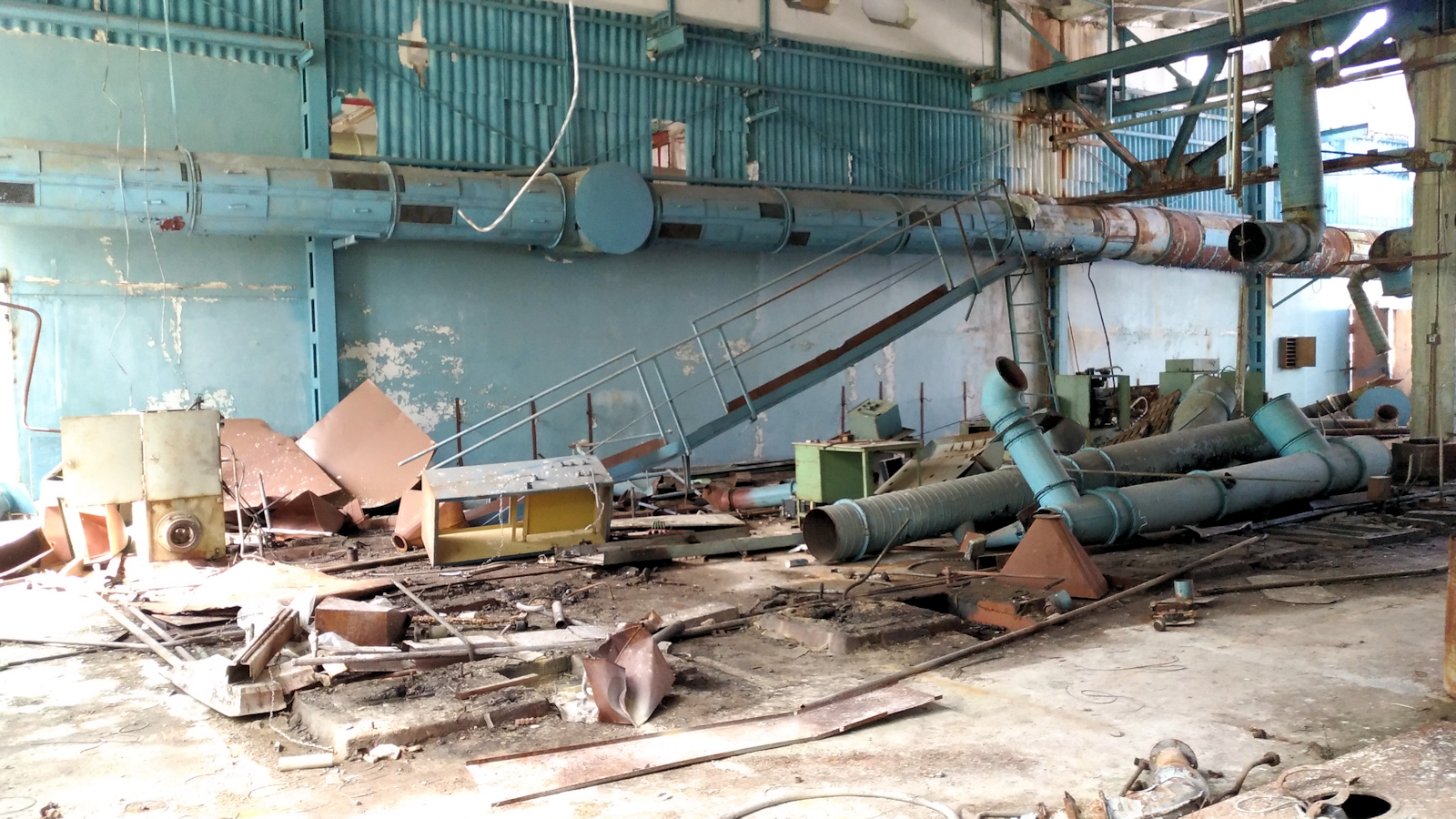
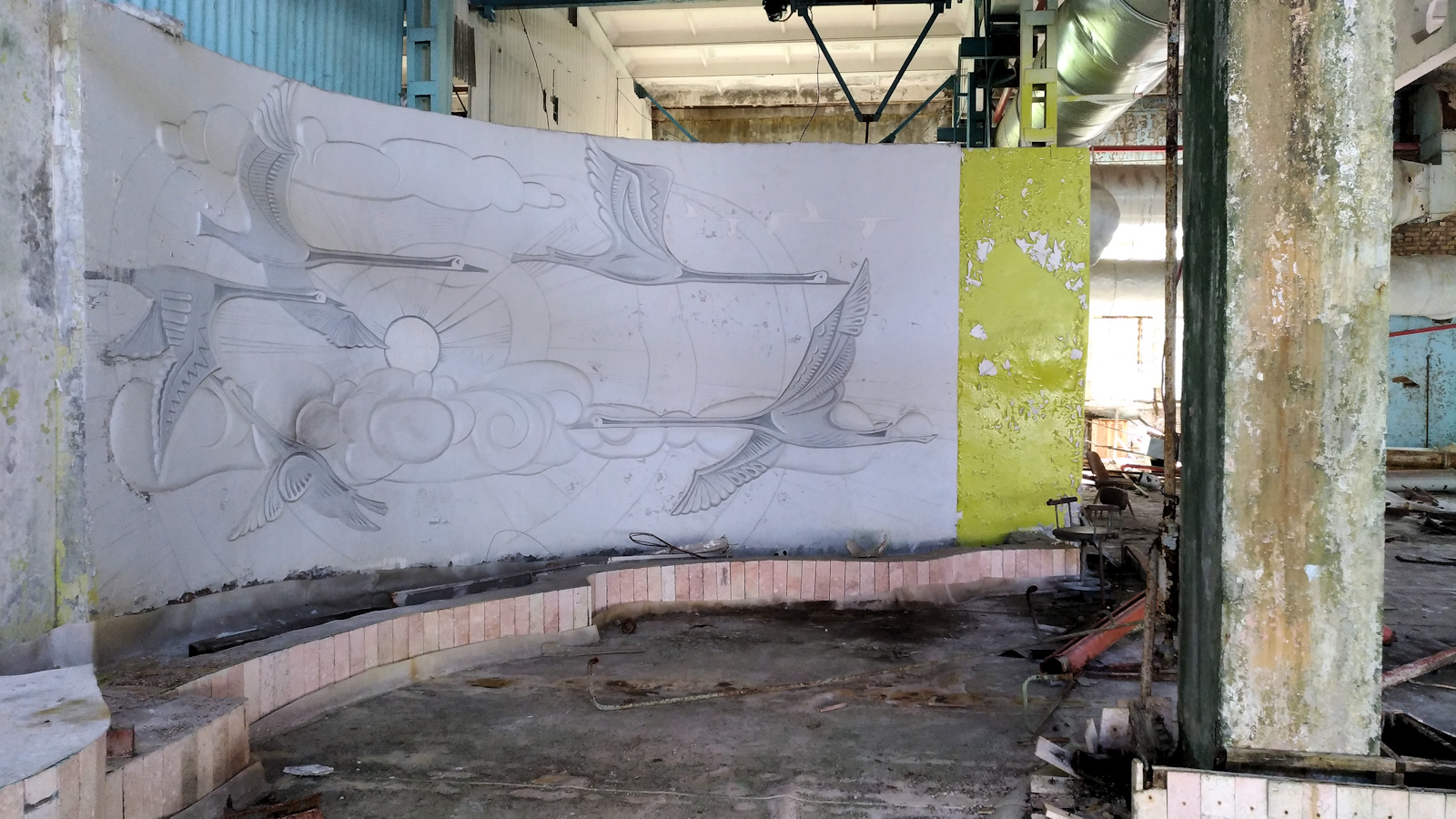

## Expériences sur le nucléaire
Selon une vidéo de Mamytwink, on retrouve au sous-sol de cette usine des produits radioactifs provenant de la Centrale nucléaire de Tchernobyl donc des échantillons prélevés après la catastrophe nucléaire. Des expériences scientifiques et militaire sur la radioactivité et plus globalement sur l'atome semblait être réalisés avant la catastrophe.
On y retrouverait des éléments ayant été en contact avec le cœur de la centrale nucléaire, notamment du sable ayant servit à maitriser l'incendie. Certains échantillons dégagent un taux de radioactivité de 250 microsievert par heure. Ceci en fait le second lieu le plus radioactif de Tchernobyl (le premier étant le cœur du réacteur sous l'arche de protection).